# Jornets
Jornets és un llogaret del municipi de Sencelles al Pla de Mallorca. Es localitza al nord-est del terme molt a prop del límit amb Inca i Costitx. La seua església de Sant Josep fou construïda l'any 1799.